# Thismia brunonis
Thismia brunonis  (лат.) — вид однодольных растений рода Thismia семейства Бурманниевые (Burmanniaceae). Впервые описан британским ботаником Уильямом Гриффитом в 1845 году.

## Распространение, описание
Эндемик Мьянмы; распространён в Нижней Бирме. Произрастает во влажных тропических лесах.
Микотрофный корневищный геофит.

## Синонимы
Синонимичное название — Thismia brunoniana Griff..